# Гърмяща змия джудже
Гърмящите змии джуджета (Sistrurus miliarius) са вид влечуги от семейство Отровници (Viperidae).
Разпространени са в югоизточните части на Съединените американски щати.
Таксонът е описан за пръв път от шведския ботаник и зоолог Карл Линей през 1766 година.

## Подвидове
- Sistrurus miliarius barbouri
- Sistrurus miliarius miliarius
- Sistrurus miliarius streckeri